# Cleph
Cleph (auch Cleb, Clep, Clip, Clebus, Claffo, Clef, Clepho, Kleph; † 574) war nach dem Tod König Alboins von 572/573 bis 574 König der Langobarden.

## Leben

### Herkunft, Familie
Cleph stammte aus dem Geschlecht des Beleos (Origo Gentis Langobardorum, Kap. 6) und war mit einer Masane verheiratet (Paulus Diaconus, Historia Langobardorum II, 31). Er hatte einen Sohn namens Authari und zwei Töchter, deren Namen nicht überliefert sind.
Während der Sohn von 584 bis 590 gleichfalls König der Langobarden war, wurden die beiden Töchter an Männer der führenden Familien verheiratet. Die eine der Töchter heiratete den Thüringer Agilulf, den Herzog von Turin, der später von 590 bis 615 Langobardenkönig war. Ihre Schwester heiratete den Adligen Ansul. Dieser wurde allerdings während der Hochzeit von Authari und Theodelinda in der Nähe von Verona aus unbekannten Gründen ermordet.

### Ermordung Alboins und Wahl Clephs, Niederschlagung des Aufstands
Nachdem Alboin (auf Betreiben seiner gepidischen Ehefrau Rosamunde) gegen Ende des Frühjahrs 572 oder 573 ermordet worden war, planten die Verschwörer, Helmichis, der an dem Mordplan beteiligt war, zum neuen König zu machen. Dieser wurde vom langobardischen Adel jedoch abgelehnt und floh aus Pavia, dann aus Verona mit Rosamunda, die er heiratete, zum oströmischen Statthalter in Ravenna. Dabei führte er den Schatz der Langobarden mit sich, ebenso wie eine Tochter Alboins. Der oströmische Statthalter stiftete Rosamunde dazu an, Helmichis zu vergiften. Als dieser den vergifteten Trank zu sich nahm und im Sterben lag, zwang er Rosamunde, ebenfalls davon zu trinken, sodass beide gemeinsam starben.
Unterdessen erhoben die langobardischen Herzöge, darunter Zaban von Pavia, Wallari von Bergamo, Alahis von Brescia, Ewin von Trient und Gisulf I. von Cividale, im Jahr 573 den äußerst vornehmen dux (Herzog) Cleph in Ticinum (Pavia) zu ihrem rex (König).
Gegen den Widerstand der auf ihre Selbstständigkeit bedachten Herzöge versuchte Cleph ein starkes Königtum durchzusetzen. Der Aufstand bot ihm Gelegenheit, mit für die Zeitgenossen offenbar überraschender Methodik und Rücksichtslosigkeit gegen jeden Widerstand der Römer vorzugehen. So kommentiert Marius von Avenches: „plures seniores et mediocres ab ipso interfecti sunt“, es seien also gerade hochgestellte Personen gewesen, die getötet worden seien. Paulus Diaconus betont, dass jeder, der sich nicht unterwerfen wollte, zum Verlassen des Königreichs gezwungen wurde.
Es gelang ihm bis Ende November in Pavia die Anerkennung aller Langobarden zu finden. Seine Härte dürfte darin ihre Ursache gefunden haben, dass Cleph ein Zusammengehen von Franken und Oströmern befürchten musste, die womöglich versuchten, sich mit den Aufständischen gegen den König zu verbünden.
Nach Paulus Diaconus mussten die römischen Bewohner ein Drittel ihrer Ernte fortan an die Langobarden abführen. Italien wurde nach Cleph von den Langobarden ‚unter das Joch gepresst‘ (Historia Langobardorum II, 32).
Mit den Langobarden war eine Reihe ethnischer Verbände nach Italien gekommen, vor allem Sweben, Thüringer, Noriker und Pannonier; die verbliebenen ostgotischen Reste waren integriert worden. Die Sachsen, die gleichfalls an der Eroberung Italiens teilgenommen und nach eigenem Recht hatten leben dürfen, zogen nach Hause. Das langobardische Volksrecht wurde verbindlich gemacht.

### Operationen gegen oströmische Städte, Angriffe auf den Süden des Frankenreichs
Nach Abschluss dieser Maßnahmen bündelte Cleph die militärischen Kräfte, die nunmehr in Tuszien, in Valeria, Norcia, Picenum, Samnium und im Norden Kampaniens zwischen 572 und 574 erschienen.

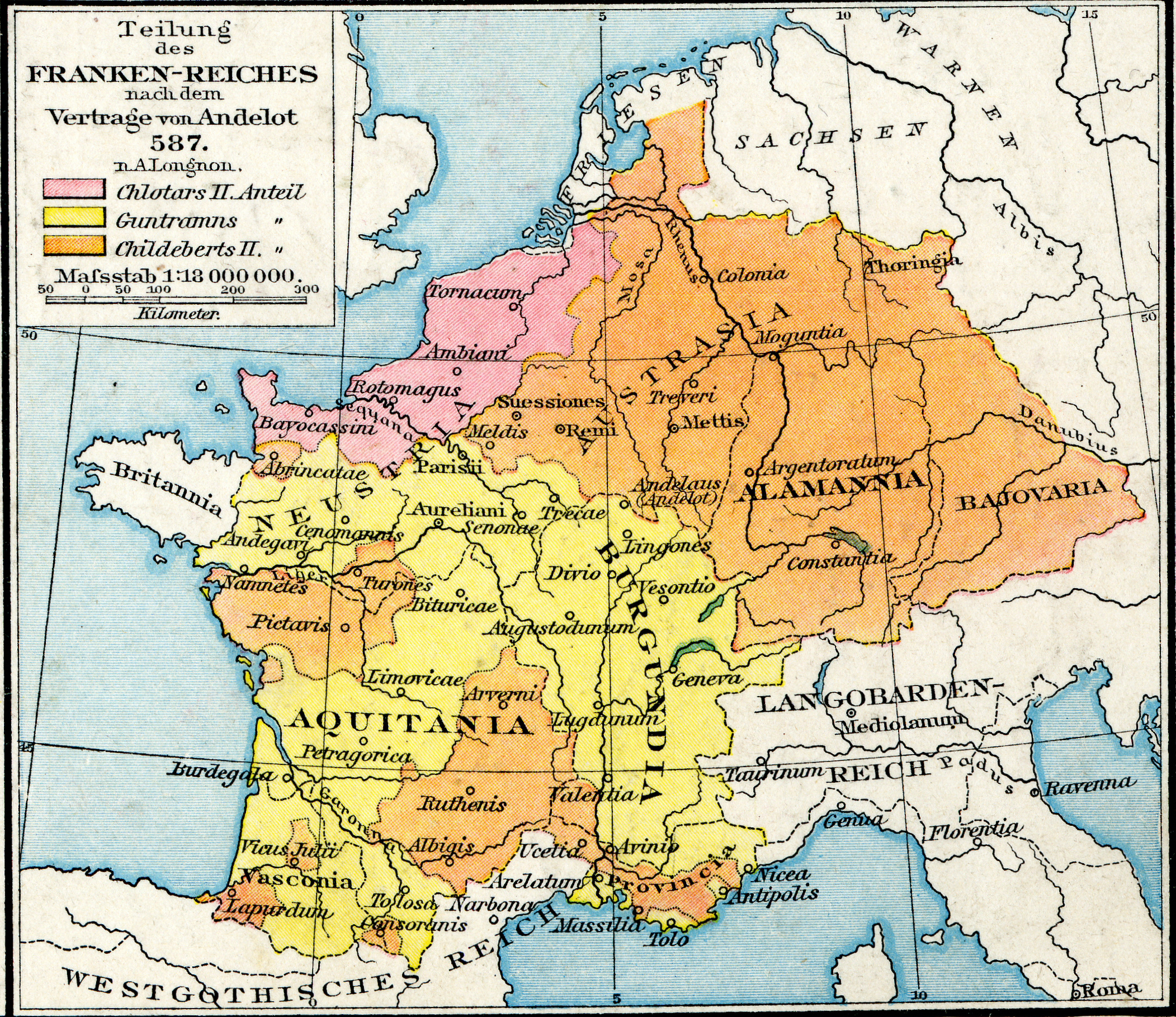
Das Frankenreich nach dem Vertrag von Andelot (587)

An der Nordwestgrenze versuchte der König mit einer Reihe von Expeditionen den Besitz der wichtigen Verkehrswege und vor allem der Pässe zu sichern, die die Poebene mit Gallien verbanden. Folgt man Pseudo-Fredegarius, so drangen die Langobarden im Sommer 572 gegen die Franken vor. Ein Burgunderheer unter Führung des Patricius Amatus wurde von ihnen vernichtet, Amatus selbst kam dabei ums Leben. Mit Beute beladen kehrten die Langobarden nach Italien zurück.
Mummolus, dem Nachfolger Amatus' als Patricius, gelang es im folgenden Jahr, die an der Durance entlang marschierenden Langobarden, wohl bei Embrun, zurückzuschlagen. Nur wenige der Invasoren entkamen. Dabei taten sich Salonius von Embrun und Sagittarius von Gap hervor, die, wie sich Gregor von Tours empört, „galea et lurica saeculari armati, multos manibus propriis, quod peius est, interfecisse referuntur“. Sie taten sich also persönlich beim Töten hervor, obwohl sie Bischöfe waren.
Dennoch begann schon bald eine dritte Offensive, diesmal von Sachsen. Sie stießen bis Estoublon vor, etwa 20 km südlich von Digne. Selbst Mummulos konnte sie in einer Schlacht nicht besiegen und verlegte sich nun auf Verhandlungen. Er sicherte ihnen Frieden zu und ließ sie abziehen. Er sagte ihnen zu, dass sie in ihre Heimat zurückkehren und dabei durch das Frankenreich ziehen dürften, was sie im folgenden Jahr auch taten. Durch Burgund gelangten sie über das fränkische Austrasien in ihre Heimat, die sie verlassen hatten, um Alboin nach Italien zu folgen. Da dieser nicht mehr lebte, entband sie der fränkische König möglicherweise von ihren Verpflichtungen. Die Eroberungspläne Clephs gingen offenbar nicht auf.

### Ermordung, Interregnum
Nach anderthalb (Historia Langobardorum II, 31) oder zwei (Origo Gentis Langobardorum Kap. 6) Jahren Regierungszeit wurde Cleph wohl gegen Ende des Frühjahrs oder im Frühsommer 574 von einem seiner Leute ermordet, genauer gesagt heißt es bei Paulus Diaconus: Er wurde von einem „puer de suo obsequio“, einem Jungen aus seinem Gefolge, mit einem Schwert erschlagen. Die Erfolge des Königs gegen Ostrom und das Frankenreich führten zu Mutmaßungen darüber, ob hinter der Ermordung der Hof in Konstantinopel, möglicherweise der Kaiser selbst steckten.
Die Herzöge verzichteten auf die Neuwahl eines Königs, sodass es zu einem zehnjährigen Interregnum kam, ehe unter dem Druck der oströmischen Gegenangriffe sein Sohn Authari gewählt wurde. Nach Paulus Diaconus sollen in dem Jahrzehnt nach Cleph wohl 35 Herzöge geherrscht haben. Paulus Diaconus zählt namentlich die fünf Herzöge von Pavia, Bergamo, Brescia, Trient und Forum Julii auf, um zu ergänzen: „Sed et alii extra hos in suis urbibus triginta duces fuerunt“ (II, 32) – es gab also außer den genannten fünf Herzögen noch dreißig weitere in ihren Städten.